# Chukochenit
Das Mineral Chukochenit ist ein sehr selten vorkommendes Oxid aus der Spinell-Supergruppe mit der Endgliedzusammensetzung (Li0,5Al0,5)Al2O4. Es kristallisiert mit orthorhombischer Symmetrie und tritt in Form farbloser, oktaederförmiger Kristalle von bis zu 0,2 mm Größe auf.
Typlokalität sind die grünen Gesteine des Xianghualing Skarns in der Provinz Hunan im Süden der Volksrepublik China.

## Etymologie und Geschichte
Das synthetische Äquivalent von Chukochenit, das Lithiumaluminat LiAl5O8, ist seit Beginn des 20. Jahrhunderts bekannt und bereits 1935 berichtete Ernst Kordes von der Universität Leipzig von Hinweisen auf eine erniedrigte Symmetrie der Spinellstruktur dieser Verbindung. Spinelle sind technisch bedeutende Verbindungen und ihre interessanten magnetischen, elektrischen und optischen Eigenschaften hängen von der Verteilung der Kationen auf die verschiedenen Gitterpositionen der Spinellstruktur ab. LiAl5O8 zum Beispiel zeigt bei Dotierung mit Übergangsmetallionen eine starke Lumineszenz. Daher wurde die Struktur und Ordnung der Kationen und die damit einhergehende Symmetrieerniedrigung des Lithiumaluminats intensiv untersucht. P. B. Braun von den Philips Forschungslaboratorien in Eindhoven untersuchte den Phasenübergang von der ungeordneten, kubisch flächenzentrierten Struktur zur teilweise geordneten Struktur mit kubisch primitiven Gitter und geordneter Verteilung von Lithium (Li+) und Aluminium (Al3+) auf den Oktaederpositionen unterhalb von 1350 °C. Rustum Roy und R. K. Datta, der später für General Electric an Leuchtmitteln forschte, beschrieb den gleichen Ordnungsprozess und beobachtete weitere, metastabile Verteilungsmuster von Lithium in der Spinellstruktur.
Erst im Jahr 2018 wurde ein natürliches Vorkommen dieser Verbindung beschrieben und als Mineral der Spinell-Supergruppe anerkannt. Die Entdecker benannten das neue Mineral nach dem chinesischen Meteorologen, Geologen und Gründer der Abteilung für Geowissenschaften an der Zhejiang-Universität “Chu Kochen” (1890–1974). Bislang (2024) ist Chukochenit das einzige natürlich vorkommende Lithiumaluminat und der erste natürliche Spinell mit orthorhombischer Symmetrie.

## Klassifikation
Die strukturelle Klassifikation der International Mineralogical Association (IMA) zählt den Chukochenit zur Spinell-Supergruppe, wo er zusammen mit Chromit, Cochromit, Coulsonit, Cuprospinell, Dellagiustait, Deltalumit, Franklinit, Gahnit, Galaxit, Guit, Hausmannit, Hercynit, Hetaerolith, Jakobsit, Maghemit, Magnesiochromit, Magnesiocoulsonit, Magnesioferrit, Magnetit, Manganochromit, Spinell, Thermaerogenit, Titanomaghemit, Trevorit, Vuorelainenit und Zincochromit die Spinell-Untergruppe innerhalb der Oxispinelle bildet. Ebenfalls in diese Gruppe gehören die nach 2018 beschriebenen Oxispinelle Chihmingit sowie der Nichromit, dessen Name von der CNMNC der IMA noch nicht anerkannt worden ist.
In der veralteten 8. Auflage der Mineralsystematik nach Strunz ist der Chukochenit ebenso wenig verzeichnet, wie im zuletzt 2018 überarbeiteten und aktualisierten Lapis-Mineralienverzeichnis nach Stefan Weiß, dessen „Lapis-Systematik“ sich im Aufbau noch nach dieser alten Form der Systematik von Karl Hugo Strunz richtet.
Die von 2001 bis 2009 von der IMA verwendete 9. Auflage der Strunz’schen Mineralsystematik kennt den Chukochenit ebenfalls noch nicht.
Auch die vorwiegend im englischen Sprachraum gebräuchliche Systematik der Minerale nach Dana führt den Chukochenit noch nicht auf.
Die von der Mineraldatenbank „Mindat.org“ weitergeführte Strunz-Klassifikation, die sich im Aufbau nach der 9. Auflage der Strunz’schen Mineralsystematik richtet, ordnet den Chukochenit in die Klasse der „Oxide und Hydroxide“ und dort in die Abteilung „Metall : Sauerstoff = 3 : 4 und vergleichbare“ (englisch Metal : Oxygen = 3 : 4 and similar) ein. Diese ist weiter unterteilt nach der relativen Größe der beteiligten Kationen und Chukochenit ist entsprechend seiner Zusammensetzung in die Unterabteilung „Mit ausschließlich mittelgroßen Kationen“ (englisch With only medium-sized cations) mit der Systemnummer 4.BB. eingeordnet worden (vergleiche dazu die gleichnamige Unterabteilung in der Klassifikation nach Strunz (9. Auflage)). Eine weitergehende Einordnung in eine bestimmte Mineralgruppe gibt es bisher nicht.

## Chemismus
Reiner Chukochenit hat die Endgliedzusammensetzung (Li0,5Al0,5)Al2O4. Die empirische Zusammensetzung des Lithium-Aluminium-Spinells aus der Typlokalität ist:
- [(Li0,355Al0,138Na0,005Ca0,002)(Al0,145Fe3+0,147)Mg0,061Zn0,058Mn0,051◻0,037Si0,001]Al2O4

Dies entspricht einem komplexen Mischkristall aus rund 56 % Chukochenit mit 14 % eines hypothetischen Fe3+-Analogs von Chukochenit („Ferri-Chukochenit“), 11 % Maghemit-Deltalumit und rund 6 % Spinell und Gahnit sowie 5 % Galaxit.

## Kristallstruktur
Natürlicher Chukochenit kristallisiert mit orthorhombischer Symmetrie der Imma (Nr. 74) und den Gitterparametern a = 5,659(1) Å, b = 16,898(1) Å und c = 7,994(1) Å sowie 12 Formeleinheiten pro Elementarzelle mit der Struktur von Spinell.
Die vier unterschiedlichen Oktaederpositionen sind mit Aluminium (Al3+) und Lithium (Li+) in unterschiedlichen Verhältnissen besetzt. Von den beiden unterschiedlichen Tetraederpositionen ist die eine mit Aluminium und Eisen (Fe3+) besetzt und die andere mit Aluminium, den zweiwertigen Kationen Magnesium (Mg2+), Zink (Zn2+) und Mangan (Mn2+) sowie etwas Eisen (Fe3+).
Die synthetischen Äquivalente von Chukochenit wurden bei hohen Temperaturen erstellt und haben kubische Symmetrie. Oberhalb von 1350 °C ist Lithium gleichmäßig über alle Oktaederpositionen verteilt (ungeordnet) und LiAl5O8 liegt in der Symmetrie der Raumgruppe Fd3m (Raumgruppen-Nr. 227) vor. Bei tieferen Temperaturen erniedrigt sich die Symmetrie auf die der Raumgruppe P432 (Raumgruppen-Nr. 207) durch Ordnung der Lithium- und Aluminiumionen auf den Oktaederpositionen.

## Bildung und Fundorte
Die Typlokalität ist das bislang einzige dokumentierte Vorkommen von Chukochenit. In der Sn-W-Be-Li-Lagerstätte in der Provinz Hunan im Süden der Volksrepublik China tritt das Mineral in den grünen Gesteinen des Xianghualing-Skarns am Außenkontakt des Laiziling-Granites auf. Gebildet wurde Chukochenit hier in der späten Phase der hydrothermalen Aktivität bei 270–290 ℃ und 30–60 MPa und tritt als Einschluss in Fluorit auf.
Weitere Begleitminerale sind Phlogopit, Chrysoberyll, Margarit, Chlorit, Ferronigerit-2N1S und Zinconigerit-2N1S. Darüber hinaus ist diese Lagerstätte die Typlokalität der Minerale Balipholit, Ferrotaaffeit-2N’2S, Hsianghualit, Liberit, Mengxianminit, Zinconigerit-2N1S und Zinconigerit-6N6S (Stand 2024).